# اوناپاندوریایا
اوناپاندوریایا (به لاتین: Unapandureyaya) یک منطقهٔ مسکونی در سری‌لانکا است که در استان مرکزی (سری‌لانکا) واقع شده‌است.